# Lijst van decennia
Dit artikel geeft een lijst van decennia volgens de christelijke jaartelling, vanaf de 15e eeuw vóór tot en met de 21e eeuw ná Christus.
Zou de jaartelling bij het jaar 1 begonnen zijn, dan vormden de jaren 1 tot en met 10 het eerste decennium. Verder rekenend beginnen de volgende decennia steeds met een jaar dat eindigt op een 1 en eindigen met het daaropvolgende jaar dat eindigt op een 0. Het laatste decennium van de 20e eeuw bijvoorbeeld bestaat uit de jaren 1991 tot en met 2000.
Aangezien ook ieder tiental aaneengesloten jaren wel als decennium beschouwd wordt, noemt men vaak de jaren waarvan de decenniumaanduiding voorkomt in het (gesproken) jaartal een decennium; de "jaren 20" laat men aldus lopen van 1920 tot en met 1929. Met deze conventie begint een decennium met een jaartal eindigend op een 0 en eindigt met het eerste daaropvolgende jaar met jaartal eindigend op een 9. Ook in dit overzicht wordt deze conventie aangehouden.
Voor iedere eeuw kan men spreken over "de jaren 0", "de jaren 10", "de jaren 20", "de jaren 30", "de jaren 40", "de jaren 50", "de jaren 60", "de jaren 70", "de jaren 80" en "de jaren 90". Zonder vermelding van de eeuw bedoelt men meestal het laatste betreffende decennium in het verleden. In de jaren 10 van de 21e eeuw bedoelt men dan dus met de decennia vanaf "de jaren 20" meestal die van de 20e eeuw, en met "de jaren 0" en "de jaren 10" die van de 21e eeuw.
Hierbij zou het beste aansluiten dat een eeuw bestaat uit "de jaren 0" tot en met "de jaren 90" van die eeuw, zodat bijvoorbeeld de 20e eeuw bestaat uit de jaren 1900 t/m 1999. Dienovereenkomstig zouden bijvoorbeeld de 11e tot en met de 20e eeuw een millennium vormen, lopend van de jaren 1000 t/m 1999. Dit is echter niet te rijmen met het feit dat onze jaartelling geacht wordt te beginnen bij het jaar 1, zie ook de millenniumkwestie. Houdt men de hierboven genoemde afwijkende conventie aan dan bestaat het eerste volledige decennium van onze jaartelling uit de jaren 10 tot en met 19. De voorgaande 9 jaren vormen geen volledig decennium. 
Een decennium vóór het begin van de jaartelling begint dan naar analogie met een jaartal eindigend op een 9 en eindigt met het eerste daaropvolgende jaar met jaartal eindigend op een 0. Het laatste volledige decennium voor het begin van onze jaartelling bestaat dan uit de jaren 19 tot en met 10 v.Chr. Tussen de volledige decennia zijn er dus bij elkaar twee perioden van 9 jaren die geen volledig decennium vormen (9-1 v.Chr. en 1-9).

## Decennia met een naam
- Het interbellum, de periode tussen de twee wereldoorlogen, bestond uit twee decennia:
  - de roaring twenties (1920-1929), gevolgd door
  - de Grote Depressie (1930-1939)

## Decennia met een jaartal
Bij deze overzichten moet in acht genomen worden dat een eeuw vaak wordt geacht te lopen van ..01 t/m ..00 (vóór het begin van de jaartelling in omgekeerde volgorde). Met de hier gebruikte indeling in decennia bestaat een eeuw na het begin van de jaartelling dan steeds achtereenvolgens uit de laatste 9 jaren van de jaren 0, de jaren 10 tot en met de jaren 90, en het eerste jaar van de volgende jaren 0. Vóór het begin van de jaartelling bestaat een eeuw dan steeds achtereenvolgens uit het laatste jaar van de jaren 0, de jaren 90 tot en met de jaren 10, en de eerste negen jaren van de volgende jaren 0. Daarbij zijn er twee gevallen van jaren 0 met niet meer dan die 9 jaren.

### 1e t/m 21e eeuw
| eeuw     | jaren 00 | jaren 10 | jaren 20 | jaren 30 | jaren 40 | jaren 50 | jaren 60 | jaren 70 | jaren 80 | jaren 90 |
| -------- | -------- | -------- | -------- | -------- | -------- | -------- | -------- | -------- | -------- | -------- |
| 21e eeuw | 2000-09  | 2010-19  | 2020-29  | 2030-39  | 2040-49  | 2050-59  | 2060-69  | 2070-79  | 2080-89  | 2090-99  |
| 20e eeuw | 1900-09  | 1910-19  | 1920-29  | 1930-39  | 1940-49  | 1950-59  | 1960-69  | 1970-79  | 1980-89  | 1990-99  |
| 19e eeuw | 1800-09  | 1810-19  | 1820-29  | 1830-39  | 1840-49  | 1850-59  | 1860-69  | 1870-79  | 1880-89  | 1890-99  |
| 18e eeuw | 1700-09  | 1710-19  | 1720-29  | 1730-39  | 1740-49  | 1750-59  | 1760-69  | 1770-79  | 1780-89  | 1790-99  |
| 17e eeuw | 1600-09  | 1610-19  | 1620-29  | 1630-39  | 1640-49  | 1650-59  | 1660-69  | 1670-79  | 1680-89  | 1690-99  |
| 16e eeuw | 1500-09  | 1510-19  | 1520-29  | 1530-39  | 1540-49  | 1550-59  | 1560-69  | 1570-79  | 1580-89  | 1590-99  |

| eeuw     | jaren 00 | jaren 10 | jaren 20 | jaren 30 | jaren 40 | jaren 50 | jaren 60 | jaren 70 | jaren 80 | jaren 90 |
| -------- | -------- | -------- | -------- | -------- | -------- | -------- | -------- | -------- | -------- | -------- |
| 15e eeuw | 1400-09  | 1410-19  | 1420-29  | 1430-39  | 1440-49  | 1450-59  | 1460-69  | 1470-79  | 1480-89  | 1490-99  |
| 14e eeuw | 1300-09  | 1310-19  | 1320-29  | 1330-39  | 1340-49  | 1350-59  | 1360-69  | 1370-79  | 1380-89  | 1390-99  |
| 13e eeuw | 1200-09  | 1210-19  | 1220-29  | 1230-39  | 1240-49  | 1250-59  | 1260-69  | 1270-79  | 1280-89  | 1290-99  |
| 12e eeuw | 1100-09  | 1110-19  | 1120-29  | 1130-39  | 1140-49  | 1150-59  | 1160-69  | 1170-79  | 1180-89  | 1190-99  |
| 11e eeuw | 1000-09  | 1010-19  | 1020-29  | 1030-39  | 1040-49  | 1050-59  | 1060-69  | 1070-79  | 1080-89  | 1090-99  |

| eeuw     | jaren 00 | jaren 10 | jaren 20 | jaren 30 | jaren 40 | jaren 50 | jaren 60 | jaren 70 | jaren 80 | jaren 90 |
| -------- | -------- | -------- | -------- | -------- | -------- | -------- | -------- | -------- | -------- | -------- |
| 10e eeuw | 900-909  | 910-919  | 920-929  | 930-939  | 940-949  | 950-959  | 960-969  | 970-979  | 980-989  | 990-999  |
| 9e eeuw  | 800-809  | 810-819  | 820-829  | 830-839  | 840-849  | 850-859  | 860-869  | 870-879  | 880-889  | 890-899  |
| 8e eeuw  | 700-709  | 710-719  | 720-729  | 730-739  | 740-749  | 750-759  | 760-769  | 770-779  | 780-789  | 790-799  |
| 7e eeuw  | 600-609  | 610-619  | 620-629  | 630-639  | 640-649  | 650-659  | 660-669  | 670-679  | 680-689  | 690-699  |
| 6e eeuw  | 500-509  | 510-519  | 520-529  | 530-539  | 540-549  | 550-559  | 560-569  | 570-579  | 580-589  | 590-599  |

| eeuw    | jaren 00 | jaren 10 | jaren 20 | jaren 30 | jaren 40 | jaren 50 | jaren 60 | jaren 70 | jaren 80 | jaren 90 |
| ------- | -------- | -------- | -------- | -------- | -------- | -------- | -------- | -------- | -------- | -------- |
| 5e eeuw | 400-409  | 410-419  | 420-429  | 430-439  | 440-449  | 450-459  | 460-469  | 470-479  | 480-489  | 490-499  |
| 4e eeuw | 300-309  | 310-319  | 320-329  | 330-339  | 340-349  | 350-359  | 360-369  | 370-379  | 380-389  | 390-399  |
| 3e eeuw | 200-209  | 210-219  | 220-229  | 230-239  | 240-249  | 250-259  | 260-269  | 270-279  | 280-289  | 290-299  |
| 2e eeuw | 100-109  | 110-119  | 120-129  | 130-139  | 140-149  | 150-159  | 160-169  | 170-179  | 180-189  | 190-199  |
| 1e eeuw | 1-9      | 10-19    | 20-29    | 30-39    | 40-49    | 50-59    | 60-69    | 70-79    | 80-89    | 90-99    |

### 5e t/m 1e eeuw v.Chr.
| eeuw           | jaren 90       | jaren 80       | jaren 70       | jaren 60       | jaren 50       | jaren 40       | jaren 30       | jaren 20       | jaren 10       | jaren 00       |
| -------------- | -------------- | -------------- | -------------- | -------------- | -------------- | -------------- | -------------- | -------------- | -------------- | -------------- |
| 1e eeuw v.Chr. | 99-90 v.Chr.   | 89-80 v.Chr.   | 79-70 v.Chr.   | 69-60 v.Chr.   | 59-50 v.Chr.   | 49-40 v.Chr.   | 39-30 v.Chr.   | 29-20 v.Chr.   | 19-10 v.Chr.   | 9-1 v.Chr.     |
| 2e eeuw v.Chr. | 199-190 v.Chr. | 189-180 v.Chr. | 179-170 v.Chr. | 169-160 v.Chr. | 159-150 v.Chr. | 149-140 v.Chr. | 139-130 v.Chr. | 129-120 v.Chr. | 119-110 v.Chr. | 109-100 v.Chr. |
| 3e eeuw v.Chr. | 299-290 v.Chr. | 289-280 v.Chr. | 279-270 v.Chr. | 269-260 v.Chr. | 259-250 v.Chr. | 249-240 v.Chr. | 239-230 v.Chr. | 229-220 v.Chr. | 219-210 v.Chr. | 209-200 v.Chr. |
| 4e eeuw v.Chr. | 399-390 v.Chr. | 389-380 v.Chr. | 379-370 v.Chr. | 369-360 v.Chr. | 359-350 v.Chr. | 349-340 v.Chr. | 339-330 v.Chr. | 329-320 v.Chr. | 319-310 v.Chr. | 309-300 v.Chr. |
| 5e eeuw v.Chr. | 499-490 v.Chr. | 489-480 v.Chr. | 479-470 v.Chr. | 469-460 v.Chr. | 459-450 v.Chr. | 449-440 v.Chr. | 439-430 v.Chr. | 429-420 v.Chr. | 419-410 v.Chr. | 409-400 v.Chr. |

### 10e t/m 6e eeuw v.Chr.
| eeuw            | jaren 90       | jaren 80       | jaren 70       | jaren 60       | jaren 50       | jaren 40       | jaren 30       | jaren 20       | jaren 10       | jaren 00       |
| --------------- | -------------- | -------------- | -------------- | -------------- | -------------- | -------------- | -------------- | -------------- | -------------- | -------------- |
| 6e eeuw v.Chr.  | 599-590 v.Chr. | 589-580 v.Chr. | 579-570 v.Chr. | 569-560 v.Chr. | 559-550 v.Chr. | 549-540 v.Chr. | 539-530 v.Chr. | 529-520 v.Chr. | 519-510 v.Chr. | 509-500 v.Chr. |
| 7e eeuw v.Chr.  | 699-690 v.Chr. | 689-680 v.Chr. | 679-670 v.Chr. | 669-660 v.Chr. | 659-650 v.Chr. | 649-640 v.Chr. | 639-630 v.Chr. | 629-620 v.Chr. | 619-610 v.Chr. | 609-600 v.Chr. |
| 8e eeuw v.Chr.  | 799-790 v.Chr. | 789-780 v.Chr. | 779-770 v.Chr. | 769-760 v.Chr. | 759-750 v.Chr. | 749-740 v.Chr. | 739-730 v.Chr. | 729-720 v.Chr. | 719-710 v.Chr. | 709-700 v.Chr. |
| 9e eeuw v.Chr.  | 899-890 v.Chr. | 889-880 v.Chr. | 879-870 v.Chr. | 869-860 v.Chr. | 859-850 v.Chr. | 849-840 v.Chr. | 839-830 v.Chr. | 829-820 v.Chr. | 819-810 v.Chr. | 809-800 v.Chr. |
| 10e eeuw v.Chr. | 999-990 v.Chr. | 989-980 v.Chr. | 979-970 v.Chr. | 969-960 v.Chr. | 959-950 v.Chr. | 949-940 v.Chr. | 939-930 v.Chr. | 929-920 v.Chr. | 919-910 v.Chr. | 909-900 v.Chr. |

### 15e t/m 11e eeuw v.Chr.
| eeuw            | jaren 90         | jaren 80         | jaren 70         | jaren 60         | jaren 50         | jaren 40         | jaren 30         | jaren 20         | jaren 10         | jaren 00         |
| --------------- | ---------------- | ---------------- | ---------------- | ---------------- | ---------------- | ---------------- | ---------------- | ---------------- | ---------------- | ---------------- |
| 11e eeuw v.Chr. | 1099-1090 v.Chr. | 1089-1080 v.Chr. | 1079-1070 v.Chr. | 1069-1060 v.Chr. | 1059-1050 v.Chr. | 1049-1040 v.Chr. | 1039-1030 v.Chr. | 1029-1020 v.Chr. | 1019-1010 v.Chr. | 1009-1000 v.Chr. |
| 12e eeuw v.Chr. | 1199-1190 v.Chr. | 1189-1180 v.Chr. | 1179-1170 v.Chr. | 1169-1160 v.Chr. | 1159-1150 v.Chr. | 1149-1140 v.Chr. | 1139-1130 v.Chr. | 1129-1120 v.Chr. | 1119-1110 v.Chr. | 1109-1100 v.Chr. |
| 13e eeuw v.Chr. | 1299-1290 v.Chr. | 1289-1280 v.Chr. | 1279-1270 v.Chr. | 1269-1260 v.Chr. | 1259-1250 v.Chr. | 1249-1240 v.Chr. | 1239-1230 v.Chr. | 1229-1220 v.Chr. | 1219-1210 v.Chr. | 1209-1200 v.Chr. |
| 14e eeuw v.Chr. | 1399-1390 v.Chr. | 1389-1380 v.Chr. | 1379-1370 v.Chr. | 1369-1360 v.Chr. | 1359-1350 v.Chr. | 1349-1340 v.Chr. | 1339-1330 v.Chr. | 1329-1320 v.Chr. | 1319-1310 v.Chr. | 1309-1300 v.Chr. |
| 15e eeuw v.Chr. | 1499-1490 v.Chr. | 1489-1480 v.Chr. | 1479-1470 v.Chr. | 1469-1460 v.Chr. | 1459-1450 v.Chr. | 1449-1440 v.Chr. | 1439-1430 v.Chr. | 1429-1420 v.Chr. | 1419-1410 v.Chr. | 1409-1400 v.Chr. |